# بربايس
بربايس في غير منطقة على طول نهر بربيس غيانا، الذي كان بين 1627 و1815 مستعمرة هولندية. بعد أن تم التنازل عنها للملكة المتحدة في العام الأخير، تم دمجها مع ايسيكويبو وديميرارا لتشكيل مستعمرة غيانا البريطانية في عام 1831 وفي عام 1966، حصلت غيانا البريطانية الاستقلال غيانا.

## أعلام
- كلايتون لامبرت
- كاران غانيش
- غودفري إدواردز
- بيريل غيلروي